# Chaunax mulleus
Chaunax mulleus, tên thông thường là cá mõm ếch giày đỏ, là một loài cá biển thuộc chi Chaunax trong họ Chaunacidae. Loài này được mô tả lần đầu tiên vào năm 2013.

## Danh pháp khoa học
Danh pháp khoa học của loài cá này, mulleus, trong tiếng Latinh có nghĩa là "chiếc giày màu đỏ", ám chỉ đến các vùng màu đỏ đậm ở nửa ngoài mặt dưới của vây ngực và vây bụng, cũng như mặt dưới vây hậu môn và vây đuôi khi chúng còn sống.

## Phân bố và môi trường sống
C. mulleus có phạm vi phân bố ở vùng biển Tây Nam Thái Bình Dương. Loài này chỉ được biết đến ở ngoài khơi phía bắc New Zealand, trải rộng từ phía nam sống núi Lord Howe dưới đại dương, cao nguyên ngầm Challenger, dãy núi ngầm Tây Norfolk, vòng qua phía đông đảo Bắc đến sườn núi ngầm Louisville và dãy núi ngầm Chatham. Chúng được tìm thấy ở độ sâu khoảng từ 720 đến 1100 m.

## Mô tả
Chiều dài tối đa được ghi nhận ở C. mulleus có kích thước khoảng 16,1 cm. Màu sắc khi các mẫu vật còn sống: Cơ thể có màu hồng nhạt đồng nhất với các vùng màu đỏ đậm bên dưới các vây (đã đề cập ở trên). Màu sắc của các mẫu vật đã được ngâm rượu: màu trắng kem.
Số gai ở vây lưng: 3; Số tia vây mềm ở vây lưng: 12 (tia thứ nhất ngắn nhất); Số gai ở vây hậu môn: 0; Số tia vây mềm ở vây hậu môn: 6 – 7 (tia thứ nhất ngắn nhất); Số tia vây mềm ở vây ngực: 12 – 13 (tia thứ 4 hoặc 5 thường dài nhất); Số tia vây mềm ở vây đuôi: 9.